# جمهوری آفریقای مرکزی در المپیک
جمهوری آفریقای مرکزی از سال ۱۹۶۸ در بازی‌های المپیک تابستانی شرکت کرده است و به تمامی بازی‌های تابستانی از ۱۹۸۴ تا ۲۰۲۴ ورزشکار ارسال کرده است. این کشور هنوز موفق به کسب مدال المپیک نشده است. هیچ‌یک از ورزشکاران جمهوری آفریقای مرکزی در بازی‌های المپیک زمستانی شرکت نکرده‌اند.

## جدول مدال‌ها

### مدال‌ها بر اساس بازی‌های تابستانی
| بازی‌ها | ورزشکاران    | طلا | نقره | برنز | مجموع | رتبه |
| ۱۹۶۸   | ۱            | ۰   | ۰    | ۰    | ۰     | –    |
| ۱۹۷۲   | شرکت نکرد    |     |      |      |       |      |
| ۱۹۷۶   | شرکت نکرد    |     |      |      |       |      |
| ۱۹۸۰   | شرکت نکرد    |     |      |      |       |      |
| ۱۹۸۴   | ۳            | ۰   | ۰    | ۰    | ۰     | –    |
| ۱۹۸۸   | ۱۵           | ۰   | ۰    | ۰    | ۰     | –    |
| ۱۹۹۲   | ۱۶           | ۰   | ۰    | ۰    | ۰     | –    |
| ۱۹۹۶   | ۵            | ۰   | ۰    | ۰    | ۰     | –    |
| ۲۰۰۰   | ۳            | ۰   | ۰    | ۰    | ۰     | –    |
| ۲۰۰۴   | ۴            | ۰   | ۰    | ۰    | ۰     | –    |
| ۲۰۰۸   | ۳            | ۰   | ۰    | ۰    | ۰     | –    |
| ۲۰۱۲   | ۶            | ۰   | ۰    | ۰    | ۰     | –    |
| ۲۰۱۶   | ۶            | ۰   | ۰    | ۰    | ۰     | –    |
| ۲۰۲۰   | ۲            | ۰   | ۰    | ۰    | ۰     | –    |
| ۲۰۲۴   | ۴            | ۰   | ۰    | ۰    | ۰     | –    |
| ۲۰۲۸   | رویداد آینده |     |      |      |       |      |
| ۲۰۳۲   | رویداد آینده |     |      |      |       |      |
| مجموع  | مجموع        | ۰   | ۰    | ۰    | ۰     | –    |